# Palpita bicornuta
Palpita bicornuta là một loài bướm đêm trong họ Crambidae.